# Verrucosa macarena
Verrucosa macarena Lise, Kesster & Silva, 2015 è un ragno appartenente alla famiglia Araneidae.

## Etimologia
Il nome della specie deriva dal comune colombiano di rinvenimento degli esemplari: La Macarena.

## Caratteristiche
L'olotipo femminile rinvenuto ha lunghezza totale è di 8,00mm; la lunghezza del cefalotorace è di 2,50mm; e la larghezza è di 2,50mm.

## Distribuzione
La specie è stata reperita nella Colombia centromeridionale: l'olotipo femminile è stato rinvenuto nel comune di La Macarena, appartenente al dipartimento di Meta.

## Tassonomia
Al 2015 non sono note sottospecie e non sono stati esaminati nuovi esemplari.